# شارل ژوزف، پرنس لینی
شارل ژوزف، پرنس لینی (به فرانسوی: Charles-Joseph, prince de Ligne) شاهزاده،  نویسنده و ادبیات‌شناس قرن هجدهم میلادی اهل بلژیک است.